# Olivier Bonnes
Olivier Harouna Bonnes (né le 7 février 1990 à Niamey au Niger) est un footballeur franco-nigérien et international nigérien évoluant au poste de milieu de terrain relayeur. Il joue actuellement pour le Gwangju FC club de première division en Corée du Sud et l’équipe nationale du Niger.

## Biographie
Il a été adopté par un couple français originaire de Narbonne : Jean-Luc Bonnes et Nicole Fabre.
Arrivé en France à huit mois, Olivier passe le début de son enfance à Narbonne où il commence le football à l’âge de sept ans au FUNarbonne. Très tôt, il manifeste son envie d'être footballeur professionnel.
À l'âge de 12 ans, il intègre le centre de préformation de Castelmaurou finissant major de sa promotion. Il y reste deux ans et suscite l’intérêt de beaucoup de clubs et choisit de signer un contrat aspirant de 3 ans au FC Nantes pour découvrir ce fameux « jeu à la Nantaise ». Il côtoie à La Jonelière les formateurs suivants : Franck Mauffay, Samuel Fenillat, Christophe Moreau, Loic Amisse et Laurent Guyot (alors directeur du centre de formation).
Au vu de son parcours dans les équipes de jeunes du FC Nantes, le club lui propose un contrat professionnel de 3 ans dès ses 18 ans. Olivier peut encore évoluer avec les moins de 18 ans et sera le capitaine de cette finale de Coupe Gambardella perdue contre le MHSC en Mai 2009. Il joue peu avec l’équipe première bien qu'il se voit lancé dans le grand bain par Jean Marc Furlan durant ces années difficiles que le FCN connait mais la sélection Nationale du Niger lui offre ses premières sélections.
Il signe en juin 2011 à 21 ans un contrat professionnel avec Lille tout juste champion de France où il ne parvient pas à s’imposer. Il participe à la CAN 2012 avec le Niger ( Coupe d’Afrique des Nations ) dans le groupe du Gabon de la Tunisie et du Maroc sous les ordres de Rolland Courbis.
En juillet 2012 Olivier s’engage avec le FC Brussels en deuxième division Belge où il fait une très bonne saison. Malgré cette bonne saison et des sollicitations Olivier Bonnes va rester une saison complète sans jouer, la faute à de mauvais choix.
Il décide de se relancer en deuxième division bulgare au FC Vereya en septembre 2014. Auteur d’une très bonne deuxième partie de saison le Lokomotiv Plovdiv, club de première division le fait signer en juin 2015. En décembre 2015 il résilie son contrat pour s’engager avec le PFC Montana en première division bulgare, club finaliste de la coupe de Bulgarie.
En juillet 2016 il signe en Corée du Sud au Gwangju Fc afin de disputer le championnat de K-League.